# 이나즈마 일레븐 GO
이나즈마 일레븐 GO 샤인/다크(일본어: イナズマイレブンGO シャイン/ダーク 이나즈마일레븐 GO 샤인/다크[*])는 일본에서 2011년 12월 15일에 발매된 닌텐도 3DS용 수집 육성 축구 롤플레잉 비디오 게임이다. LEVEL-5가 제작한 게임으로, 《이나즈마 일레븐 시리즈》의 속편이다. 또, 본작을 원작으로 한 TV 애니메이션 《이나즈마 일레븐 GO》가 2011년 5월 4일부터 방영되고 있다.